# Karl Grillenberger

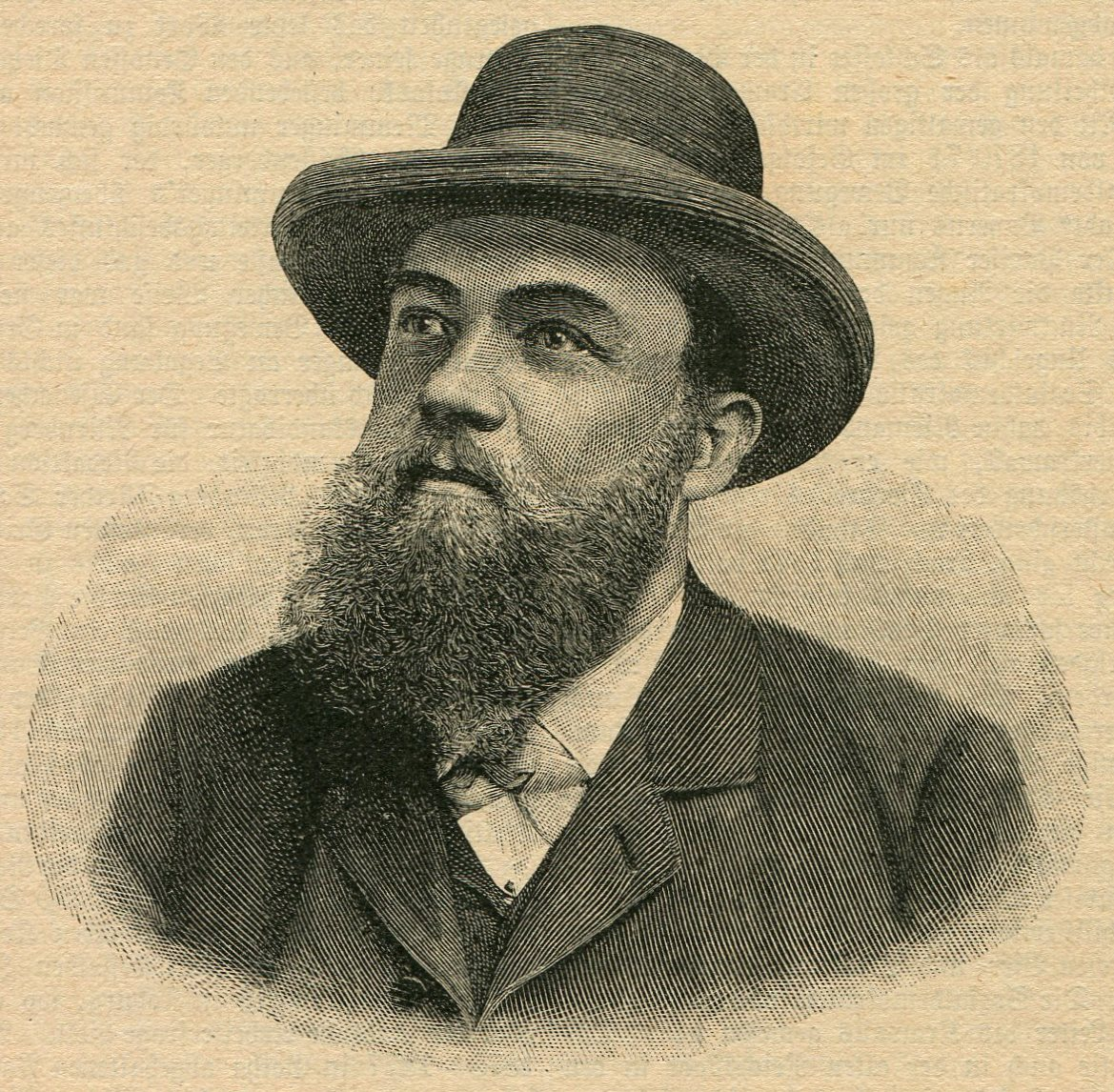
Karl Grillenberger

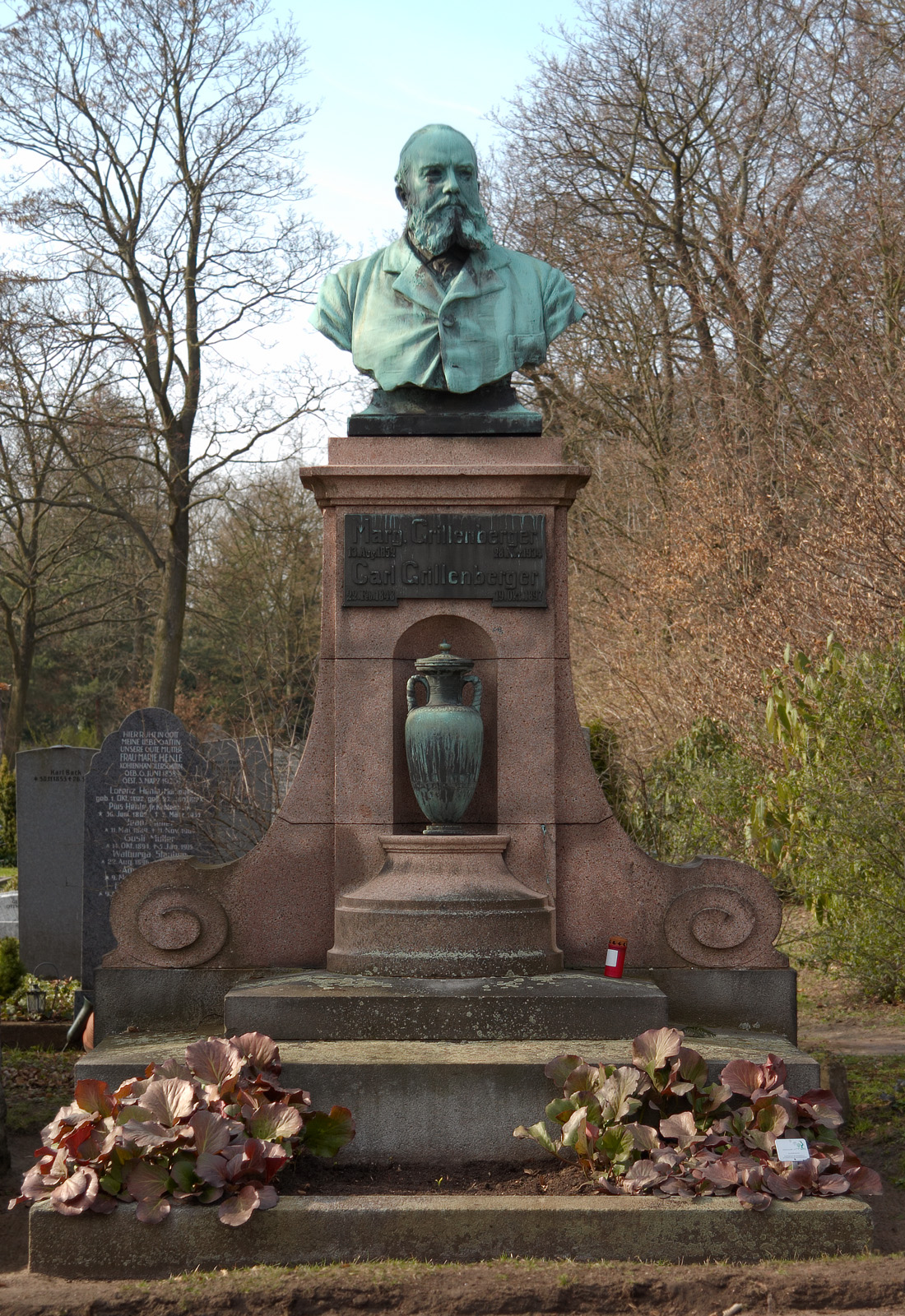
Grab mit Büste Karl Grillenbergers auf dem Nürnberger Westfriedhof

Karl Grillenberger (* 22. Februar 1848 in Zirndorf; † 9. Oktober 1897 in München) war in der zweiten Hälfte des 19. Jahrhunderts eine bestimmende Persönlichkeit der Arbeiterbewegung und der Sozialdemokratie in Nürnberg.

## Leben
Nach dem Besuch der Volksschule in Zirndorf (1854–1861) absolvierte er eine Schlosserlehre in Schweinau (1861–1864) und war danach mehrere Jahre auf Wanderschaft (1866–1869) u. a. in der Schweiz und wirkte dort im Berner Arbeiterverein. Nach seiner Rückkehr (1869) wurde er Werksführer in der Gasfabrik von Forchheim, wo sein Aufstieg in der Arbeiterbewegung begann. 1871/72 leitet der die Lohnbewegung in der Cramer-Klettschen Maschinenfabrik in Augsburg. Ab 1872 arbeitete er redaktionell an verschiedenen sozialdemokratischen Blättern in Nürnberg/Fürth mit und wurde 1874 Mitbegründer der Nürnberger Genossenschaftsdruckerei und Chefredakteur der Fränkischen Tagespost (früher „Nürnberg-Fürther Sozialdemokrat“).

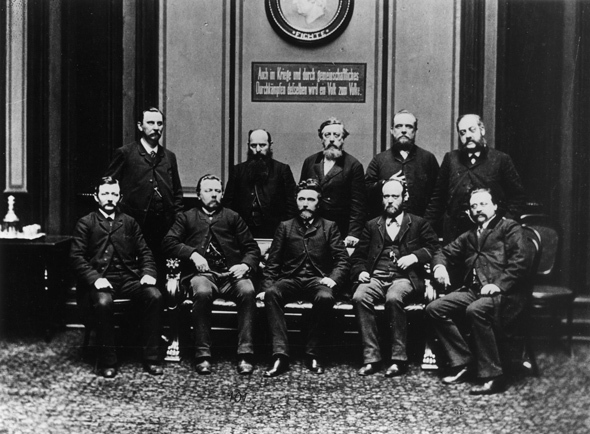
Grillenberger (hintere Reihe, zweiter von rechts) als Mitglied der sozialistischen Reichstagsfraktion von 1889

Ab 1869 war er Mitglied der SDAP bzw. später der SAP und SPD. Seit 1874 bewarb er sich um ein Reichstagsmandat und zog 1881 als erster bayerischer Sozialdemokrat in den Reichstag ein, dem er bis zu seinem Tod angehörte. Ab 1893 war er gleichzeitig auch Mitglied der bayerischen Abgeordnetenkammer. Seit 1874 war Grillenberger mit Barbara Margarethe (Gret) Reuter (1852–1934) verheiratet. Er hatte zwei Kinder: Karl (* 1879) und Anna Margarethe (* 1882).
Unter seiner Führung wurden die Sozialdemokraten Nürnbergs zur bestimmenden Kraft in der bayerischen SPD, womit der Ruf des „Roten Nürnberg“ begründet wurde. Grillenberger starb vermutlich an den Spätfolgen einer 1887 in der Schweiz erfolgten tätlichen Auseinandersetzung mit einem Polizeispitzel. In Zirndorf und Nürnberg ist eine Straße nach ihm benannt und auf dem Nürnberger Westfriedhof steht seine Büste.

## Ehrung
- 1947 Karl-Grillenberger-Straße in Nürnberg
- Grillenbergerstraße in Mannheim
- Grillenbergerstraße in Zirndorf (östlich des Zimmermannsparks)

## Leiter der Tageszeitungen
- Nürnberg-Fürther Social-Demokrat. 1874–1878
- Fränkische Tagespost. 1878–1897

## Werke
- Süddeutsche Volks-Bibliothek. Zur Unterhaltung für alle Stände. Hrsg. von Carl Grillenberger und Hans Wörlein. Grillenberger (Wörlein & Comp.), Nürnberg 1879.
- Zur Fabrikgesetzgebung. Rede des Reichstags-Abgeordneten Carl Grillenberger zur Hertling'schen Interpellation gehalten in der Reichstagssitzung vom 10. Jan. 1882 (Aus dem amtlichen stenographischen Bericht.). Auer, Schwerin 1882.
- Drei Reichstagsreden. 1. Kräcker über die Arbeitsbücher. 2. Grillenberger zum Krankenkassengesetz. 3. Hasenclever über die Holzzölle. (Wörtlicher Abdruck des amtlichen stenographischen Berichts). Selbstverlag Grillenberger, Nürnberg 1883.
- An die Wähler Deutschlands! Wörlein & Comp., Nürnberg 1887.
- Vier Reichstags-Reden. Rede des Reichstagsabgeordneten W. Hasenclever zum Reichshaushaltsetat für das Etatsjahr 1887–88. Rede des Abgeordneten C. Grillenberger zu der Militärvorlage. Wörlein & Comp., Nürnberg 1887.
- Rede des Reichstagsabgeordneten C. Grillenberger zur Alters- und Invalidenversicherungs-Vorlage gehalten in der Reichstagssitzung vom 6. Dezember 1888. Wörtlicher Abdruck des amtlichen Stenographischen Berichts. Wörlein & Comp., Nürnberg 1888.
- Drei Reden aus dem neuen Reichstag. Rede des Abgeordneten Grillenberger zur Gewerbeordnungsnovelle in der Sitzung vom 19. Mai. Rede des Abgeordneten Singer über die Erhöhung der Beamten und Offiziersgehälter in der Sitzung vom 18. Juni. Rede des Abgeordneten Auer über Innungsschiedsgerichte in der Sitzung vom 20. Juni. Wörlein & Comp., Nürnberg 1890.
- Die Soldatenmißhandlungen vor dem Bayerischen Landtag. Reden der Abgeordneten v. Vollmar und Grillenberger und des Kriegsministers v. Asch in den Sitzungen vom 7. und 9. Oktober 1893 (nach dem amtlichen stenographischen Bericht). Wörlein & Comp., Nürnberg 1893.

## Radio
- Zdenek Zofka, Karin Sommer: Grillenberger, Vollmar und Genossen. Zur Frühgeschichte der SPD in Bayern. Radiosendung vom 9. März 1986, Bayerischer Rundfunk.